# Sinfonía doméstica

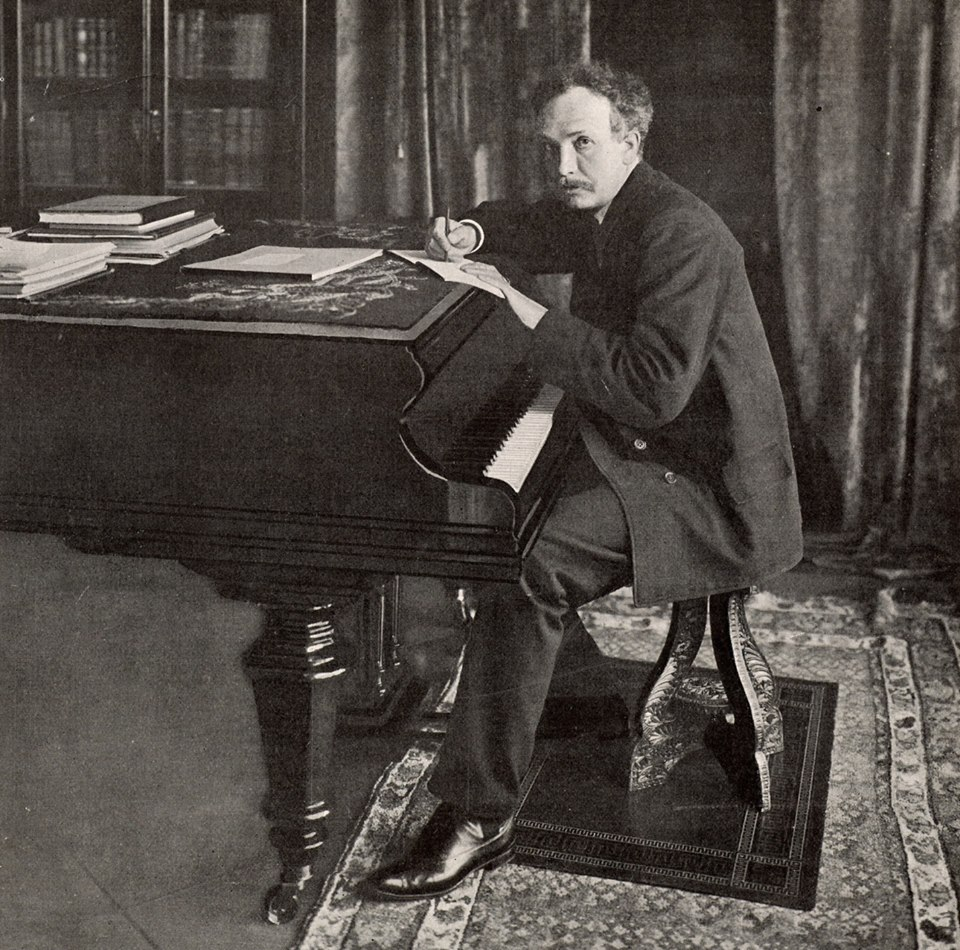
Strauss, 1903

Sinfonía doméstica (Symphonia Domestica) Op. 53, es un poema sinfónico para gran orquesta de Richard Strauss. La obra es un reflejo musical de la segura vida doméstica tan valorada por el propio compositor y, como tal, transmite armoniosamente los acontecimientos cotidianos y la vida familiar.

## Contexto
En 1898, Strauss se convirtió en el director principal de la Ópera Real de Berlín. Fue en este momento de su vida que el compositor se interesó mucho por sus propias circunstancias y centró su atención en su estado e historia personal. Cuando comenzó a componer la Symphonia Domestica, pretendía ser la secuela de Una vida de héroe , la próxima entrega de la autobiografía del ahora exitoso artista. De eso, Strauss dijo: "Mi próximo poema sinfónico representará un día en mi vida familiar. Será en parte lírico, en parte humorístico: una triple fuga reunirá a papá, mamá y bebé".[cita requerida]
Trabajó en la pieza durante 1903, finalizándola en la víspera de Año Nuevo, en Charlottenburg.
La pieza está escrita para flautín, 3 flautas, 2 oboes, oboe de amor, corno inglés, requinto, 3 clarinetes (1.º y 2.º en si bemol y 3.º en la), clarinete bajo en si bemol, 4 fagotes, contrafagot, 4 saxofones (soprano en do, alto en fa, barítono en fa, bajo en do; los instrumentos son ad libitum «sólo en casos de absoluta necesidad»), 8 trompas en fa, 4 trompetas en fa y do, 3 trombones, tuba, timbal, bombo, triángulo, platillos, crótalos, pandereta, glockenspiel, 2 arpas y cuerdas.

## Estructura
El programa de la obra refleja la simplicidad del tema. Tras introducir a toda la familia extendida (incluidas las tías y los tíos), se escucha a los padres a solas con su hijo. La siguiente sección es un  adagio en tres partes que comienza con las actividades del marido. El reloj que marca las 7 de la mañana inicia el final.
La exposición más detallada de la estructura de la obra es la que se proporcionó para la actuación de la Filarmónica de Berlín el 12 de diciembre de 1904. En esa ocasión, el programa de concierto tenía el siguiente esquema:
- I. Introducción y desarrollo de los temas más importantes

Los temas del marido (fa mayor): 
(a) Cómodo (gemächlich)
No se admite la reproducción de audio en este navegador. Se puede descargar el archivo de audio.
(b) Ensoñación (träumerisch)
No se admite la reproducción de audio en este navegador. Se puede descargar el archivo de audio.
(c) Hosco (mürrisch)
No se admite la reproducción de audio en este navegador. Se puede descargar el archivo de audio.
(d) Ardiente (feurig)
No se admite la reproducción de audio en este navegador. Se puede descargar el archivo de audio.
Los temas de la esposa (si mayor):
(a) Vivaz y alegre (sehr lebhaft)
No se admite la reproducción de audio en este navegador. Se puede descargar el archivo de audio.
(b) Grazioso
No se admite la reproducción de audio en este navegador. Se puede descargar el archivo de audio.
Los temas del hijo (re menor): 
Tranquilo (ruhig)
No se admite la reproducción de audio en este navegador. Se puede descargar el archivo de audio.
- II. Scherzo

La felicidad de los padres. Juego infantil.
No se admite la reproducción de audio en este navegador. Se puede descargar el archivo de audio.
Canción de cuna [cita de la "Canción de gondoleros" de Felix Mendelssohn, Op. 19b, n.º 6 de Canciones sin palabras] (El reloj marca las siete de la tarde).
No se admite la reproducción de audio en este navegador. Se puede descargar el archivo de audio.
- III. Adagio

Hacer y pensar Escena de amor. Sueños y preocupaciones (el reloj marca las siete de la mañana).
- IV. Finale

El despertar y la disputa feliz (doble fuga). Feliz confusión.
I. Thema
No se admite la reproducción de audio en este navegador. Se puede descargar el archivo de audio.
II. Thema
No se admite la reproducción de audio en este navegador. Se puede descargar el archivo de audio.

## Estreno

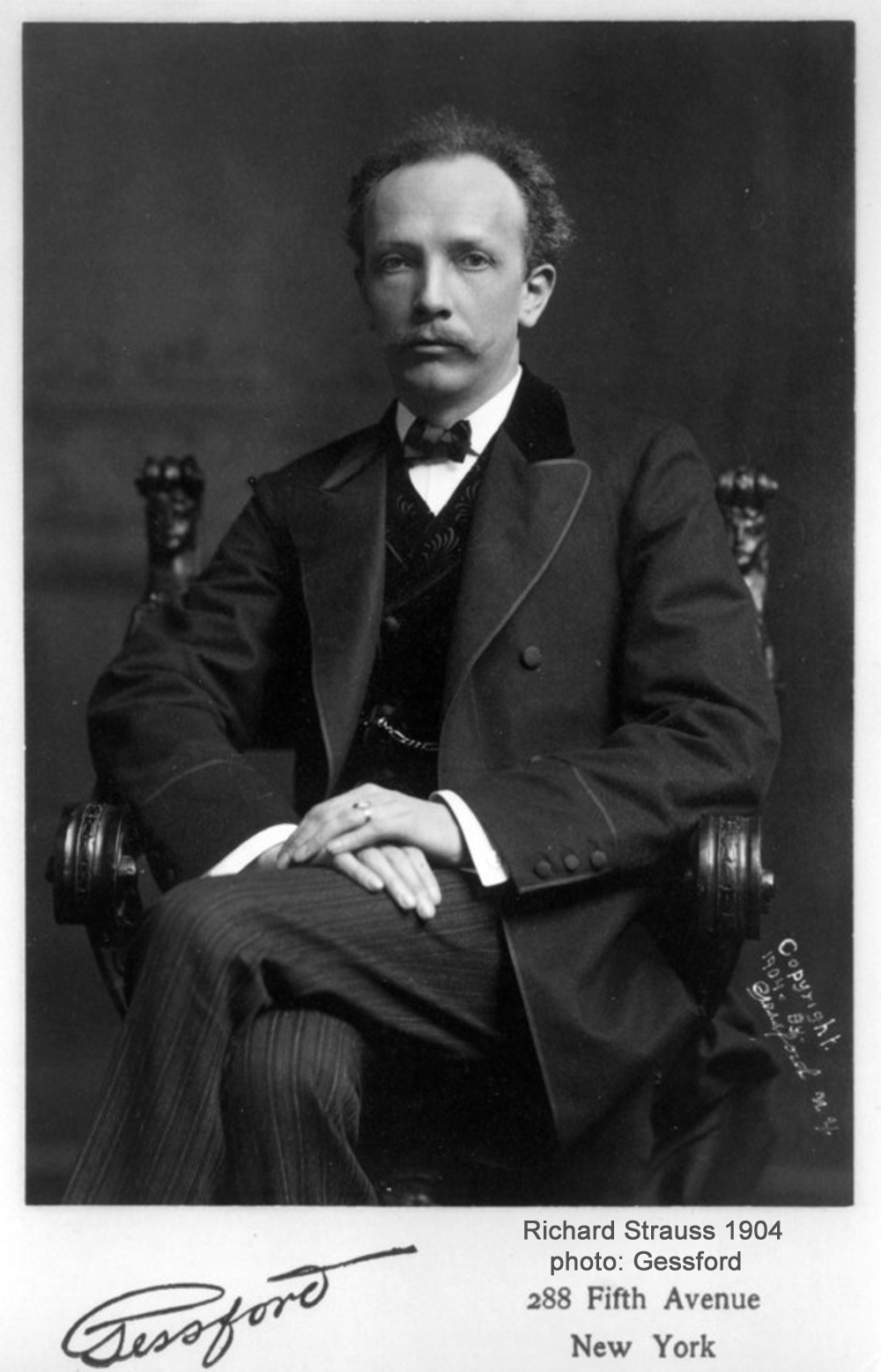
Fotografía de Strauss tomada en Nueva York durante su gira por Estados Unidos de 1904.

Strauss esperó hasta su gira por Estados Unidos en 1904 para realizar el estreno de la pieza y reservó el Carnegie Hall en Nueva York. Dirigió la obra él mismo. Originalmente el estreno estaba programado para el 9 de marzo, pero las partes de la orquesta se retrasaron, por lo que se pospuso hasta el 21 de marzo. La fecha posterior permitió la realización de más ensayos, siendo necesarios un total de quince antes de que Strauss estuviera satisfecho. La Orquesta Sinfónica de Wetzler era adecuada, pero no mucho más. Durante una interpretación de su  Don Quijote dos noches antes, la orquesta se había perdido en mitad de la pieza.
Sin embargo, la actuación fue un gran éxito, tanto así que se le obligó a realizar dos presentaciones más en los grandes almacenes Wanamaker en Nueva York, los días 16 y 18 de abril, por una tarifa de $ 1,000. Todo un piso de ventas tuvo que ser despejado para dar paso a la enorme orquesta, y los conciertos atrajeron audiencias de 6.000 personas. La prensa neoyorquina y la alemana fueron muy críticas, no solo de estas exhibiciones, sino de la propia obra, considerándolas como una descarada comercialización del arte sagrado de la música y la intimidad de la vida familiar. Strauss respondió: "El verdadero arte ennoblece este salón, y una tarifa respetable para su esposa y su hijo no es una desgracia ni siquiera para un artista".
El estreno vienés de la Domestica fue dirigida por Gustav Mahler el 23 de noviembre de 1904.
Un rendimiento típico de la obra dura aproximadamente cuarenta y cuatro minutos.
En 1924 Strauss compuso Preludio de boda («Hochzeitspräludium») para dos armonios en si bemol (Trv 247) para la boda de su hijo Franz con Alice Grab-Hermannswörth, basado principalmente en los temas que se encuentran en el Symphonia Domestica. En 1925, Strauss compuso una pieza para Paul Wittgenstein para piano para la mano izquierda y orquesta, utilizando de nuevo los temas de la Symphonia Domestica, titulado Parergon zur Symphonia Domestica, Op. 73.

## Discografía
| Director             | Orquesta                                               | Fecha |
| -------------------- | ------------------------------------------------------ | ----- |
| Eugene Ormandy       | Orquesta de Filadelfia                                 | 1938  |
| Carl Schuricht       | Orquesta de La Ópera La Scala, de Milán                | 1941  |
| Richard Strauss      | Orquesta Filarmónica de Viena                          | 1944  |
| Wilhelm Furtwängler  | Orquesta Filarmónica de Berlín                         | 1944  |
| Richard Strauss      | Orquesta Philharmonia                                  | 1947  |
| Franz Konwitschny    | Staatskapelle Dresden                                  | 1956  |
| Clemens Krauss       | Orquesta Filarmónica de Viena                          | 1952  |
| Fritz Reiner         | Orquesta Sinfónica de Chicago                          | 1956  |
| George Szell         | Orquesta de Cleveland                                  | 1957  |
| Dimitri Mitropoulos  | Orquesta Filarmónica de Viena                          | 1957  |
| Jascha Horenstein    | BBC Symphony Orchestra                                 | 1961  |
| Zubin Mehta          | Orquesta Filarmónica de Los Angeles                    | 1968  |
| Rudolf Kempe         | Staatskapelle Dresden                                  | 1972  |
| Herbert von Karajan  | Orquesta Filarmónica de Berlín                         | 1973  |
| Lorin Maazel         | Orquesta Filarmónica de Viena                          | 1983  |
| Zubin Mehta          | Orquesta Filarmónica de Berlín                         | 1985  |
| Neeme Järvi          | Royal Scottish National Orchestra                      | 1986  |
| Gerard Schwarz       | Orquesta Sinfónica de Seattle                          | 1988  |
| Edo de Waart         | Orquesta de Minnesota                                  | 1990  |
| Wolfgang Sawallisch  | Orquesta de Filadelfia                                 | 1993  |
| Lorin Maazel         | Orquesta Sinfónica de la Radio de Baviera              | 1995  |
| André Previn         | Orquesta Filarmónica de Viena                          | 1995  |
| Vladimir Ashkenazy   | Orquesta Filarmónica Checa                             | 1997  |
| David Zinman         | Orquesta de la Tonhalle de Zúrich                      | 2002  |
| Antoni Wit           | Orquesta Estatal de Weimar                             | 2009  |
| Marek Janowski       | Rundfunk-Sinfonieorchester Berlin                      | 2015  |
| François-Xavier Roth | Orquesta Sinfónica de la SWR de Baden-Baden y Friburgo | 2017  |

También hay una versión para dos pianos, que Martha Argerich y Alexandre Rabinovitch grabaron en 1995 para Teldec.